# Lista siturilor arheologice din județul Călărași - P
Lista siturilor arheologice din județul Călărași - P conține toate siturile arheologice din județul Călărași înscrise în Repertoriul Arheologic Național (RAN) și aflate în localități al căror nume începe cu litera P. RAN este administrat de Ministerul Culturii și Patrimoniului Național și cuprinde date științifice, cartografice, topografice, imagini și planuri, precum și orice alte informații privitoare la zonele cu potențial arheologic, studiate sau nu, încă existente sau dispărute.
Puteți căuta un sit din localitățile care încep cu litera P folosind formularul de mai jos sau puteți naviga prin toate siturile din județ la Lista siturilor arheologice din județul Călărași.
| Cod RAN                                   | Denumire | Localitate                           | Adresă                          | Datare                                      | Descoperit | Coordonate                                    | Imagine           | Erori            |
| ----------------------------------------- | --- | ------------------------------------ | ------------------------------- | ------------------------------------------- | ---------- | --------------------------------------------- | ----------------- | ---------------- |
| 105865.01.01 (Cod LMI: CL-I-s-A-14567)    | Necropola neolitică de la Popești - "Fostul CAP - sectorul zootehnic" / ansamblu anonim (Categorie: descoperire funerară) (Tip: Necropolă) | sat Popești, comuna Vasilați         | Fostul CAP - sectorul zootehnic | Boian - Vidra mil. IV a. Chr.               | 1969       | 44°18′24″N 26°23′39″E / 44.30667°N 26.39417°E | Încărcați imagine | Raportați eroare |
| 105865.01.02 (Cod LMI: CL-I-s-A-14567)    | Necropola neolitică de la Popești - "Fostul CAP - sectorul zootehnic" / ansamblu anonim (Categorie: descoperire funerară) (Tip: Așezare)   | sat Popești, comuna Vasilați         | Fostul CAP - sectorul zootehnic | Tei                                         | 1969       | 44°18′24″N 26°23′39″E / 44.30667°N 26.39417°E | Încărcați imagine | Raportați eroare |
| 105865.01.03 (Cod LMI: CL-I-s-A-14567)    | Necropola neolitică de la Popești - "Fostul CAP - sectorul zootehnic" / ansamblu anonim (Categorie: descoperire funerară) (Tip: Așezare)   | sat Popești, comuna Vasilați         | Fostul CAP - sectorul zootehnic | sec. VI-VII                                 | 1969       | 44°18′24″N 26°23′39″E / 44.30667°N 26.39417°E | Încărcați imagine | Raportați eroare |
| 105865.02.01 (Cod LMI: CL-I-m-A-14568)    | Așezarea Latene de la Popești - "Pădurea Cioarin" / ansamblu anonim (Categorie: locuire civilă) (Tip: Așezare)                             | sat Popești, comuna Vasilați         | Pădurea Cioarin                 | Glina mileniul II a. Chr.                   | 1970       | 44°19′02″N 26°23′42″E / 44.31722°N 26.395°E   | Încărcați imagine | Raportați eroare |
| 105865.02.02 (Cod LMI: CL-I-m-A-14568)    | Așezarea Latene de la Popești - "Pădurea Cioarin" / ansamblu anonim (Categorie: locuire civilă) (Tip: Așezare)                             | sat Popești, comuna Vasilați         | Pădurea Cioarin                 | geto-dacică                                 | 1970       | 44°19′02″N 26°23′42″E / 44.31722°N 26.395°E   | Încărcați imagine | Raportați eroare |
| 103602.01.01 (Cod LMI: CL-I-m-B-14569.02) | Situl arheologic de la Preasna / ansamblu anonim (Categorie: locuire civilă) (Tip: Așezare)                                                | sat Preasna, comuna Gurbănești       |                                 |                                             |            |                                               | Încărcați imagine | Raportați eroare |
| 103602.01.02 (Cod LMI: CL-I-m-B-14569.01) | Situl arheologic de la Preasna / ansamblu anonim (Categorie: locuire civilă) (Tip: Așezare)                                                | sat Preasna, comuna Gurbănești       |                                 | geto-dacică                                 |            |                                               | Încărcați imagine | Raportați eroare |
| 104644.01.01                              | Mănăstirea Plătărești / ansamblu anonim (Categorie: structură de cult/religioasă) (Tip: Casă domnească)                                    | sat Plătărești, comuna Plătărești    | Plătărești                      | sec.XVII                                    |            |                                               | Încărcați imagine | Raportați eroare |
| 104644.01.02                              | Mănăstirea Plătărești / ansamblu anonim (Categorie: structură de cult/religioasă) (Tip: Mănăstire)                                         | sat Plătărești, comuna Plătărești    | Plătărești                      |                                             |            |                                               | Încărcați imagine | Raportați eroare |
| 103620.04.01                              | Tumulul II de la Valea Presnei / ansamblu anonim (Categorie: descoperire funerară) (Tip: Așezare)                                          | sat Popești, comuna Vasilați         | Tumulul II                      | Yamnaia                                     |            | 44°21′11″N 26°43′50″E / 44.35305°N 26.73056°E | Încărcați imagine | Raportați eroare |
| 103611.01.01                              | Necropola medievală de la Preasna Veche / ansamblu anonim (Categorie: descoperire funerară) (Tip: Necropolă)                               | sat Preasna Veche, comuna Gurbănești |                                 |                                             | 1986       | 44°21′38″N 26°42′57″E / 44.36055°N 26.71583°E | Încărcați imagine | Raportați eroare |
| 103611.01.02                              | Necropola medievală de la Preasna Veche / ansamblu anonim (Categorie: descoperire funerară) (Tip: Necropolă)                               | sat Preasna Veche, comuna Gurbănești |                                 |                                             | 1986       | 44°21′38″N 26°42′57″E / 44.36055°N 26.71583°E | Încărcați imagine | Raportați eroare |
| 103611.01.03                              | Necropola medievală de la Preasna Veche / ansamblu anonim (Categorie: descoperire funerară) (Tip: Biserică)                                | sat Preasna Veche, comuna Gurbănești |                                 |                                             | 1986       | 44°21′38″N 26°42′57″E / 44.36055°N 26.71583°E | Încărcați imagine | Raportați eroare |
| 103602.02                                 | Așezarea Dridu de la Preasna (Categorie: locuire civilă) (Tip: așezare)                                                                    | sat Preasna, comuna Gurbănești       |                                 |                                             | 1986       |                                               | Încărcați imagine | Raportați eroare |
| 103602.03.01                              | Siliștea medievală Pavlichieni de la Preasna / ansamblu anonim (Categorie: locuire civilă) (Tip: Așezare)                                  | sat Preasna, comuna Gurbănești       | Siliștea Pavlichieni            |                                             | 1986       | 44°22′49″N 26°39′57″E / 44.38028°N 26.66583°E | Încărcați imagine | Raportați eroare |
| 103602.03.02                              | Siliștea medievală Pavlichieni de la Preasna / ansamblu anonim (Categorie: locuire civilă) (Tip: Așezare)                                  | sat Preasna, comuna Gurbănești       | Siliștea Pavlichieni            | sec. al XIX-lea                             | 1986       | 44°22′49″N 26°39′57″E / 44.38028°N 26.66583°E | Încărcați imagine | Raportați eroare |
| 104911.01.01                              | Așezarea de epoca bronzului de la Polcești / ansamblu anonim (Categorie: locuire civilă) (Tip: Așezare)                                    | sat Polcești, comuna Sărulești       |                                 | Coslogeni sf. Mil. II î.Hr.                 | 1972       | 44°26′16″N 23°36′43″E / 44.43786°N 23.61201°E | Încărcați imagine | Raportați eroare |
| 104911.01.02                              | Așezarea de epoca bronzului de la Polcești / ansamblu anonim (Categorie: locuire civilă) (Tip: Așezare)                                    | sat Polcești, comuna Sărulești       |                                 | geto-dacică                                 | 1972       | 44°26′16″N 23°36′43″E / 44.43786°N 23.61201°E | Încărcați imagine | Raportați eroare |
| 103611.02.01                              | Situl arheologic de la Presna Veche / ansamblu anonim (Categorie: locuire civilă) (Tip: așezare)                                           | sat Preasna Veche, comuna Gurbănești |                                 |                                             | 1976       | 44°21′55″N 26°43′08″E / 44.36528°N 26.71889°E | Încărcați imagine | Raportați eroare |
| 103611.02.02                              | Situl arheologic de la Presna Veche / ansamblu anonim (Categorie: locuire civilă) (Tip: așezare)                                           | sat Preasna Veche, comuna Gurbănești |                                 |                                             | 1976       | 44°21′55″N 26°43′08″E / 44.36528°N 26.71889°E | Încărcați imagine | Raportați eroare |
| 103611.02.03                              | Situl arheologic de la Presna Veche / ansamblu anonim (Categorie: locuire civilă) (Tip: așezare)                                           | sat Preasna Veche, comuna Gurbănești |                                 |                                             | 1976       | 44°21′55″N 26°43′08″E / 44.36528°N 26.71889°E | Încărcați imagine | Raportați eroare |
| 103611.02.04                              | Situl arheologic de la Presna Veche / ansamblu anonim (Categorie: locuire civilă) (Tip: Așezare)                                           | sat Preasna Veche, comuna Gurbănești |                                 |                                             | 1976       | 44°21′55″N 26°43′08″E / 44.36528°N 26.71889°E | Încărcați imagine | Raportați eroare |
| 103611.03                                 | Așezarea Latène de la Preasna Veche (Categorie: locuire civilă) (Tip: așezare)                                                             | sat Preasna Veche, comuna Gurbănești |                                 |                                             |            | 44°21′47″N 26°41′56″E / 44.36306°N 26.69889°E | Încărcați imagine | Raportați eroare |
| 104911.02.01                              | Așezare din secolul IV p.Chr. (Sântana de Mureș) de la Polcești / ansamblu anonim (Categorie: așezare) (Tip: Așezare)                      | sat Polcești, comuna Sărulești       |                                 | Sântana de Mureș - Cerneahov sec. IV p.Chr. | 1972       | 44°26′10″N 26°36′54″E / 44.43611°N 26.615°E   | Încărcați imagine | Raportați eroare |
| 105491.01                                 | Siliștea medievală de la Plumbuita / ansamblu anonim (Categorie: locuire civilă) (Tip: Așezare)                                            | sat Plumbuita, comuna Tămădău Mare   |                                 |                                             | 1972       | 44°27′07″N 26°35′06″E / 44.45195°N 26.585°E   | Încărcați imagine | Raportați eroare |
| 105491.02                                 | Așezarea pluristratificată de lângă comuna Tămădăul Mare (Categorie: așezare) (Tip: așezare)                                               | sat Plumbuita, comuna Tămădău Mare   |                                 |                                             |            |                                               | Încărcați imagine | Raportați eroare |
| 104378.01                                 | Crucea de piatră de la Paicu (Categorie: structură de cult/religioasă) (Tip: cruce)                                                        | sat Paicu, comuna Nicolae Bălcescu   | Biserica Sf. Nicolae            |                                             |            | 44°27′35″N 26°47′31″E / 44.45972°N 26.79194°E | Încărcați imagine | Raportați eroare |
| 104378.02.01                              | Așezarea de secolul IV p.Chr. de la Paicu / ansamblu anonim (Categorie: așezare) (Tip: Așezare)                                            | sat Paicu, comuna Nicolae Bălcescu   |                                 | Sântana de Mureș - Cerneahov sec. IV p.Chr. | 2007       | 44°27′23″N 26°48′08″E / 44.45639°N 26.80222°E | Încărcați imagine | Raportați eroare |
| 104378.03.01                              | Așezarea de secol IV p.Chr. de la Paicu (la S de ferma piscicolă) / ansamblu anonim (Categorie: așezare) (Tip: Așezare)                    | sat Paicu, comuna Nicolae Bălcescu   |                                 | Sântana de Mureș - Cerneahov sec. IV p.Chr. | 2007       | 44°27′12″N 26°47′59″E / 44.45333°N 26.79972°E | Încărcați imagine | Raportați eroare |
| 104378.04.01                              | Așezarea Dridu de la Paicu / ansamblu anonim (Categorie: așezare) (Tip: Așezare)                                                           | sat Paicu, comuna Nicolae Bălcescu   |                                 | Dridu sec. IX-X                             | 2007       | 44°27′33″N 26°47′30″E / 44.45917°N 26.79167°E | Încărcați imagine | Raportați eroare |
| 102972.01.01                              | Așezarea medievală de la Pasărea / ansamblu anonim (Categorie: locuire) (Tip: așezare)                                                     | sat Pasărea, comuna Frumușani        |                                 |                                             | 1988       | 44°16′31″N 26°20′27″E / 44.27528°N 26.34083°E | Încărcați imagine | Raportați eroare |
| 102990.02.01                              | Prima așezare Glina de la Pițigaiai I - ruinele bisericii Sf. Nicolae / ansamblu anonim (Categorie: locuire) (Tip: așezare fortificată)    | sat Pițigaia, comuna Frumușani       | Ruinele bisericii Sf. Nicolae   | Glina                                       | 1968       | 44°21′49″N 26°20′33″E / 44.36361°N 26.3425°E  | Încărcați imagine | Raportați eroare |
| 102990.03.01                              | Prima așezare Glina de la Pițigaiai II / ansamblu anonim (Categorie: locuire) (Tip: așezare)                                               | sat Pițigaia, comuna Frumușani       |                                 | Glina                                       | 1968       | 44°21′46″N 26°20′25″E / 44.36278°N 26.34028°E | Încărcați imagine | Raportați eroare |
| 102990.04.01                              | Prima așezare Glina de la Pițigaiai III / ansamblu anonim (Categorie: locuire) (Tip: așezare)                                              | sat Pițigaia, comuna Frumușani       |                                 | Glina                                       | 1968       | 44°21′42″N 26°20′18″E / 44.36167°N 26.33833°E | Încărcați imagine | Raportați eroare |
| 102990.05.01                              | Așezare getică de la Pițigaia-lacul Tătaru / ansamblu anonim (Categorie: locuire) (Tip: așezare)                                           | sat Pițigaia, comuna Frumușani       |                                 | sec. II - I a. Chr.                         | 2008       | 44°20′28″N 26°20′36″E / 44.34111°N 26.34333°E | Încărcați imagine | Raportați eroare |
| 102990.06.01                              | Așezarea de epoca bronzului de la Pițigaia I / ansamblu anonim (Categorie: locuire) (Tip: așezare)                                         | sat Pițigaia, comuna Frumușani       |                                 |                                             | 1968       | 44°20′32″N 26°20′30″E / 44.34222°N 26.34167°E | Încărcați imagine | Raportați eroare |
| 102990.07.01                              | Așezarea de epoca bronzului de la Pițigaia II / ansamblu anonim (Categorie: locuire) (Tip: așezare)                                        | sat Pițigaia, comuna Frumușani       |                                 |                                             | 1968       | 44°20′22″N 26°20′42″E / 44.33944°N 26.345°E   | Încărcați imagine | Raportați eroare |